# Ryszard Kreyser

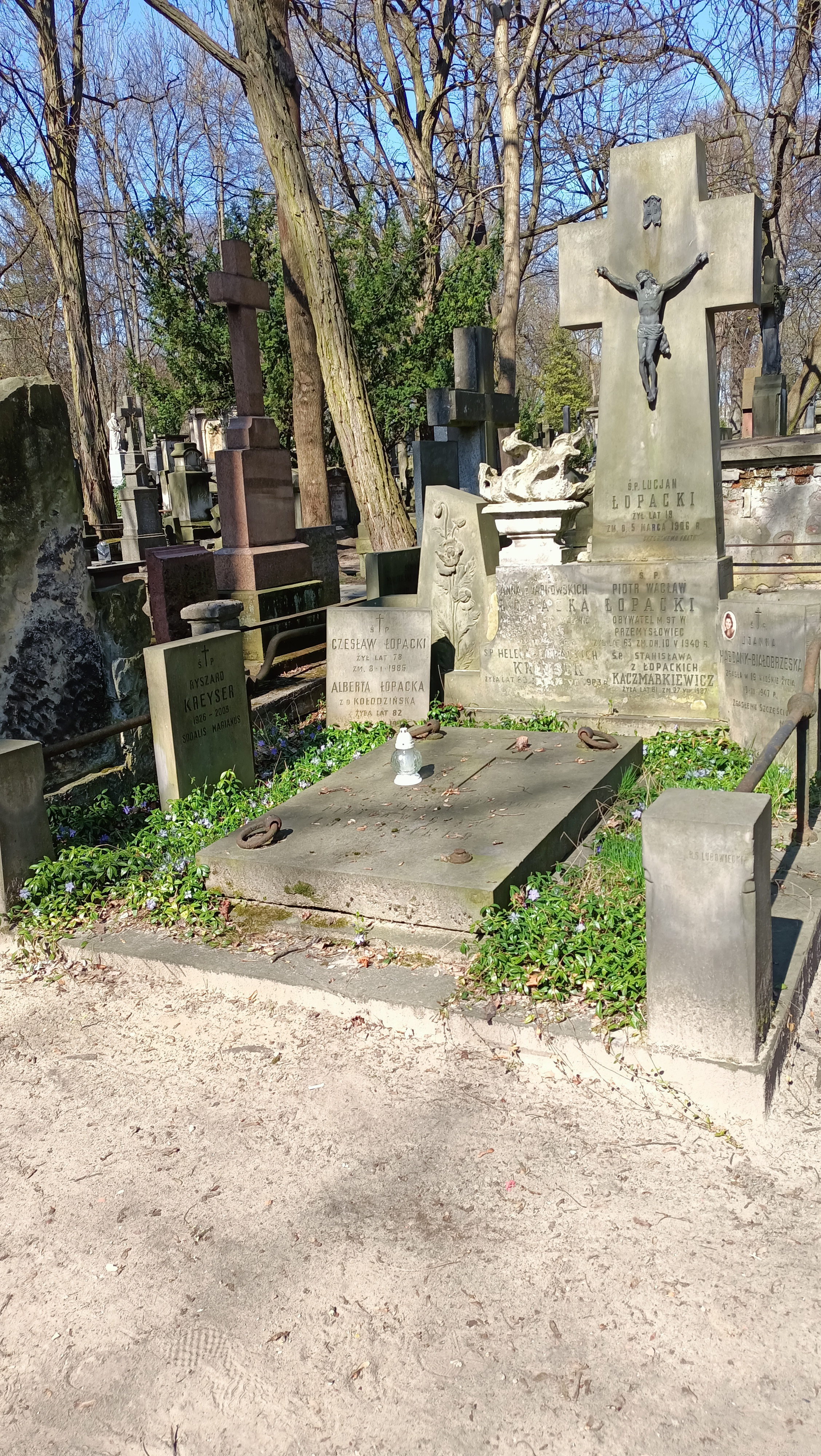
Grób Ryszarda Kreysera na cmentarzu Powązkowskim w Warszawie

Ryszard Kreyser (ur. 14 kwietnia 1926, zm. 2 maja 2003 w Warszawie) – polski artysta fotograf. Członek honorowy, członek rzeczywisty i Artysta Fotoklubu Rzeczypospolitej Polskiej (AFRP). Autor licznych publikacji na temat techniki fotograficznej oraz fotografii i filmu amatorskiego.

## Działalność
Ryszard Kreyser był wykładowcą w Państwowej Wyższej Szkole Filmowej, Telewizyjnej i Teatralnej im. Leona Schillera w Łodzi oraz rzeczoznawcą do spraw sprzętu filmowego w „Foto-Kino-Film”. Był pisarzem i publicystą w zakresie filmu i fotografii. Był autorem wielu książek, poradników o fotografowaniu i filmowaniu amatorskimi kamerami – z filmem 8 mm i 16 mm. Był tłumaczem obcojęzycznych wydawnictw fotograficznych. Uhonorowany tytułem Zasłużony dla Fotografii Polskiej – tytułem przyznanym przez Kapitułę Fotoklubu Rzeczypospolitej Polskiej. Był członkiem Stowarzyszenia Autorów ZAiKS i Stowarzyszenia Dziennikarzy Polskich. 
Ryszard Kreyser zmarł 2 maja 2003 roku, pochowany na Cmentarzu Powązkowskim w Warszawie, w dniu 13 maja 2003 roku.

## Odznaczenia
- Odznaka „Zasłużony Działacz Kultury”[3];

## Wybrane publikacje
- „Elementarz filmowca amatora 8 mm” (1964)[5];
- „Błędy fotograficzne w czarno – białej fotografii amatorskiej” (1967) (1989)[6];
- „Organizujemy klub fotograficzny” (1971) (1972)[7];
- „Wybrane zagadnienia techniczne filmu amatorskiego” (1971) (1972)[8];
- „Fotografowanie przy świetle błyskowym” (1972)[9];
- „Film amatorski bez błędów” (1975)[10];
- „Światłomierze i filtry fotograficzne w praktyce amatorskiej” (1975)[11];
- „Fotografujemy” (1974) (1982)[12];
- „Fotografowanie na odwracalnych materiałach barwnych” (1971) (1977)[13];
- „Filmujemy” (1978)[14];
- „Podstawy fotografii. Ilustrowana encyklopedia dla wszystkich” (1981)[15];
- „Kiedy i ty zostaniesz fotografem” (1981) (1982)[16];
- „Fotografia barwna dla wszystkich” (1986) (1988)[17];
- „Fotografujemy z bliska małe obiekty” (1988)[18];
- „Filtry fotograficzne” (1992)[19];
- „Zaczynam fotografować” (1992) (1994)[20];
- „Fotografuję aparatem kompaktowym” (1994)[21];